# Halenia penduliflora
Halenia penduliflora är en gentianaväxtart som beskrevs av Ernest Friedrich Gilg. Halenia penduliflora ingår i släktet Halenia och familjen gentianaväxter. Inga underarter finns listade i Catalogue of Life.